# Passiflora zamorana
Passiflora zamorana je biljka penjačica iz porodice Passifloraceae. Ekvadorski je endem. Prema IUCN-ovom crvenom popisu razvrstana je u skupinu kojoj prijeti izumiranje, stupnja ugroženosti EN.

## Vanjske poveznice
|  | Wikivrste imaju podatke o taksonu Passiflora zamorana |